# Żydowski dom modlitwy w Warszawie (ul. Targowa 50/52)

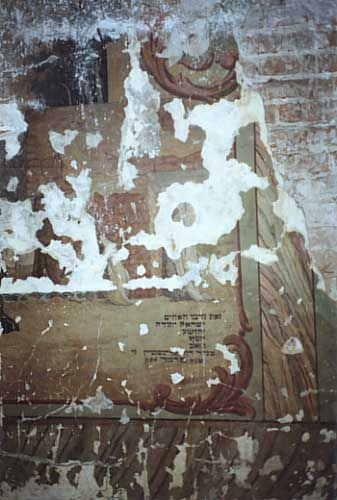
Ściana Płaczu

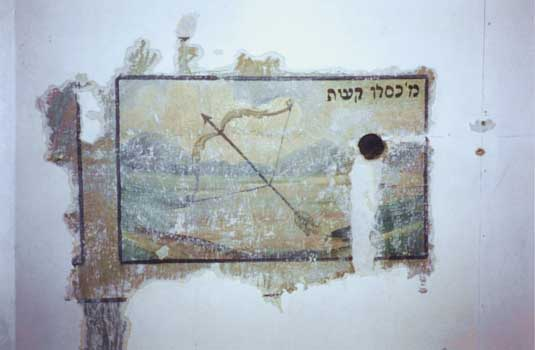
Strzelec

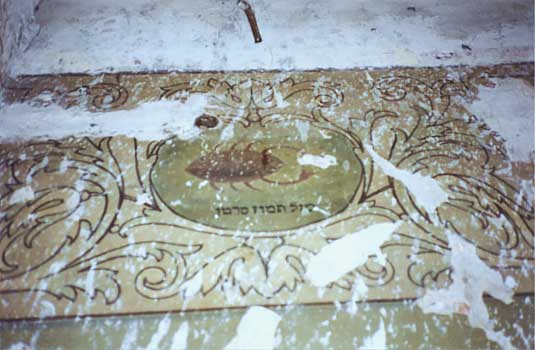
Skorpion

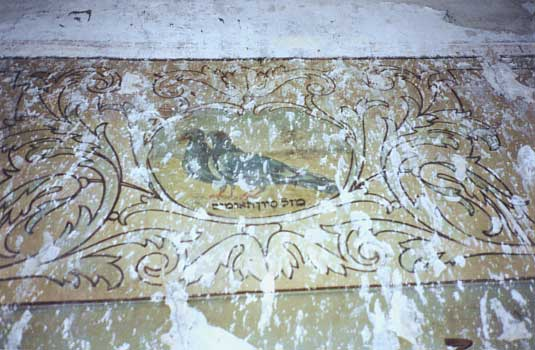
Bliźnięta

Żydowski dom modlitwy w Warszawie – dawny żydowski dom modlitwy znajdujący się w Warszawie, w oficynie kamienic przy ulicy Targowej 50/52, mieszczących Muzeum Warszawskiej Pragi. W jego wnętrzu znajdują się jedne z dwóch zachowanych malowideł synagogalnych na Mazowszu.

## Historia
Budynek powstał w drugiej połowie XIX wieku jako oficyna kamienic Rothblitów i Sokołowskiego. W 1934 roku w jej wnętrzu wykonano nowe polichromie. Nieznane są losy modlitewni z okresu II wojny światowej, ale można przypuszczać, że wyposażenie wnętrza zostało zdewastowane.
Po zakończeniu wojny we wnętrzu dawnego domu modlitwy urządzono magazyny oraz garaż, a część polichromii została zamalowana. Przez wiele lat nie wiedziano o dawnym przeznaczeniu obiektu. W marcu 1996 roku varsavianiści Janusz Sujecki z Zespołu Opiekunów Kulturowego Dziedzictwa Warszawy i Jarosław Zieliński z Towarzystwa Opieki nad Zabytkami przez przypadek natknęli się na fragmenty malowideł ściennych. Całe odkrycie uznano za rewelację, ponieważ były to jedyne odnalezione do tego czasu autentyczne polichromie żydowskiego domu modlitwy na Mazowszu.
Przez długi czas toczono prawdziwą batalię, by z oficyny usunąć najemcę, który w dawnej modlitewni urządził garaż. Lokatora wykwaterowała zarządzająca nieruchomością administracja dzielnicy. Przez wiele lat nie było pomysłu na zagospodarowanie domu modlitwy, a w pustych, nieogrzewanych pomieszczeniach stan polichromii pogarszał się z roku na rok. W listopadzie 1999 roku polichromie o podobnej treści ukazały się pod warstwą białej farby w sąsiedniej sali oficyny. Przypuszcza się, że pomieszczenie to mogło być salą przeznaczoną dla kobiet bądź nawet osobnym domem modlitwy.
W 2001 roku zespół domów przy ul. Targowej 50 wraz z oficyną zostały wpisane przez wojewódzkiego konserwatora zabytków do rejestru zabytków (nr rej.: 6-A z 19.01.2001).
18 stycznia 2002 roku pomieszczenia modlitewni zostały wynajęte przez gminę Warszawa-Centrum Fundacji Cmentarza Żydowskiego „Gęsia”, zajmującej się ratowaniem żydowskich zabytków w Polsce.
Fundacja sporządziła program prac remontowych i konserwatorskich, wykonała prace remontowe dachu, w tym wymieniono więźbę dachową i pokryto dach nowym poszyciem dachowym, usunięto drzewo rosnące tuż obok okna piwnicy wraz z korzeniami, które rozsadzały fundamenty. Uporządkowano również i oczyszczono odkrytą w 2002 roku piwnicę, w której mieściła się mykwa oraz szaleszides, czyli pomieszczenie, w którym religijni Żydzi spożywali szabasowe posiłki. Ostatnią pracą, jaką wykonano, było zabezpieczenie wejścia do piwnicy nowymi metalowymi drzwiami, odtworzenie okna oraz odrestaurowanie schodów.
Fundacja „Gęsia” planowała otworzyć dom modlitwy do celów kultowych oraz utworzyć w niej niewielkie muzeum judaistyczne. Większość funduszy na remont pochodziła bezpośrednio z kasy fundacji, ale pieniądze przekazała również Fundacja im. Stefana Batorego, a także prywatni darczyńcy z Polski i zagranicy.
1 czerwca 2005 roku Fundacja „Gęsia” na wniosek konserwatora zabytków Ryszarda Głowacza przerwała renowację budynku. 
Po otwarciu Muzeum Warszawskiej Pragi sale dawnego domu modlitwy stały się częścią wystawy stałej.

## Architektura
We wnętrzu na ścianach zachowały pozostałości oryginalnych polichromii i inskrypcji hebrajskich z chronogramem 5694, który oznacza 1934 rok. Przedstawiają m.in. grób Racheli w Betlejem, niepełny cykl zodiakalny oraz Żydów modlących się pod Ścianą Płaczu w Jerozolimie. Na ostatniej widnieje inskrypcja: „To ufundowali bracia: Jisrael Jehuda, Jehoszua, Josef i Zeew, synowie pana Dawida Grinsztajna, niech jego światło nam przyświeca. Roku 694 według krótkiej rachuby”. Ze względu na duże zawilgocenie obiektu stan zachowania malowideł jest bardzo zły.

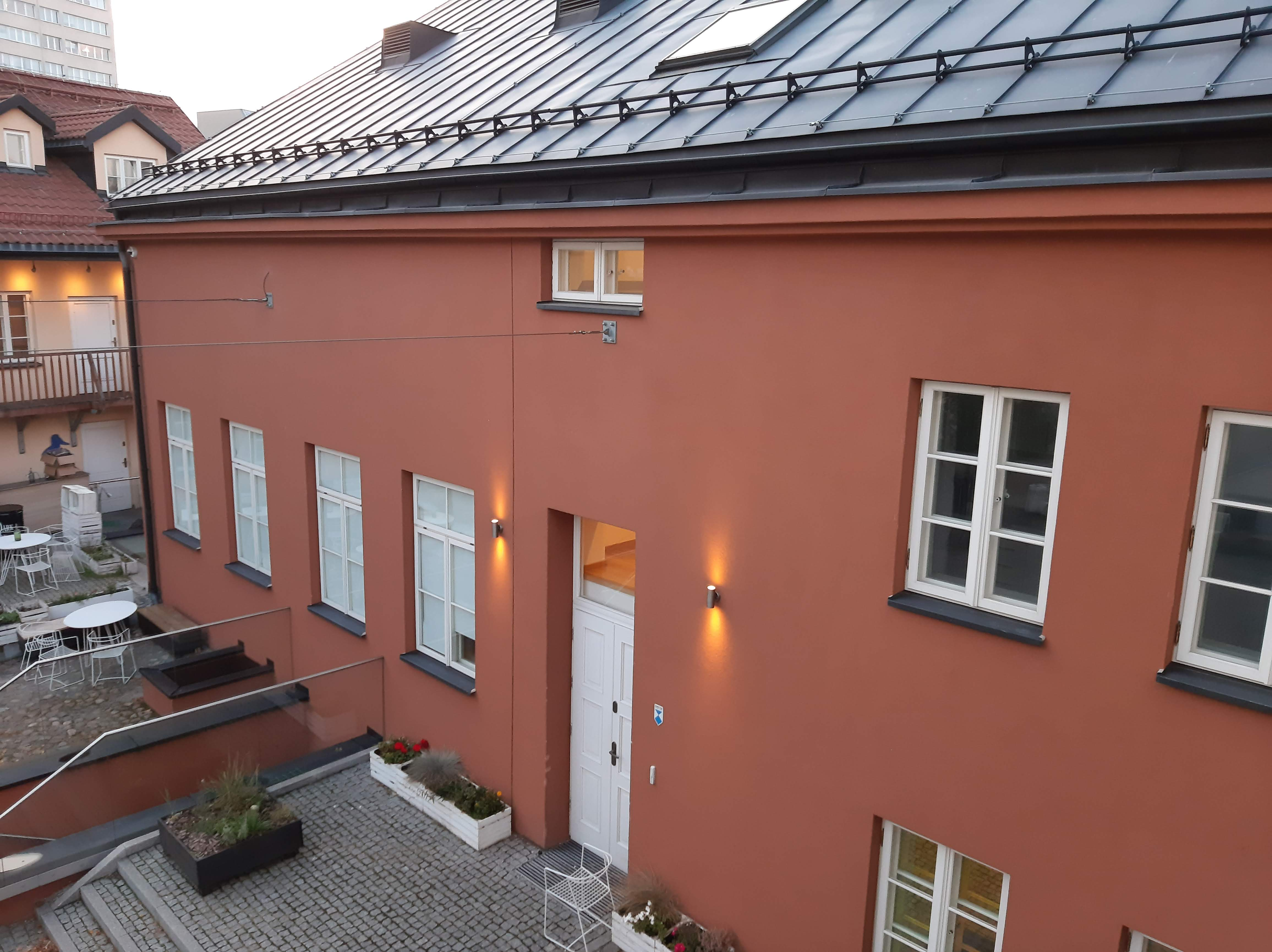
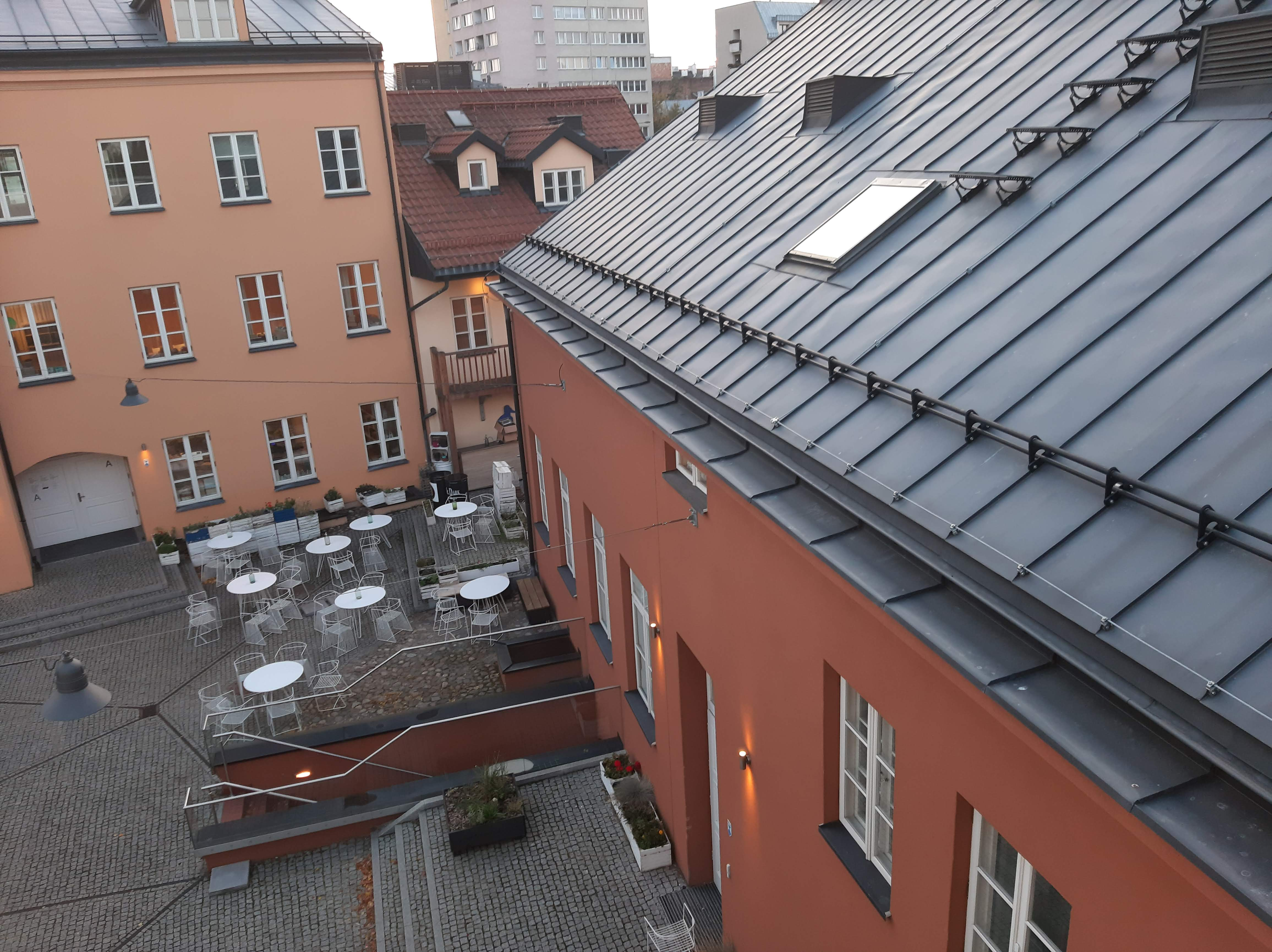
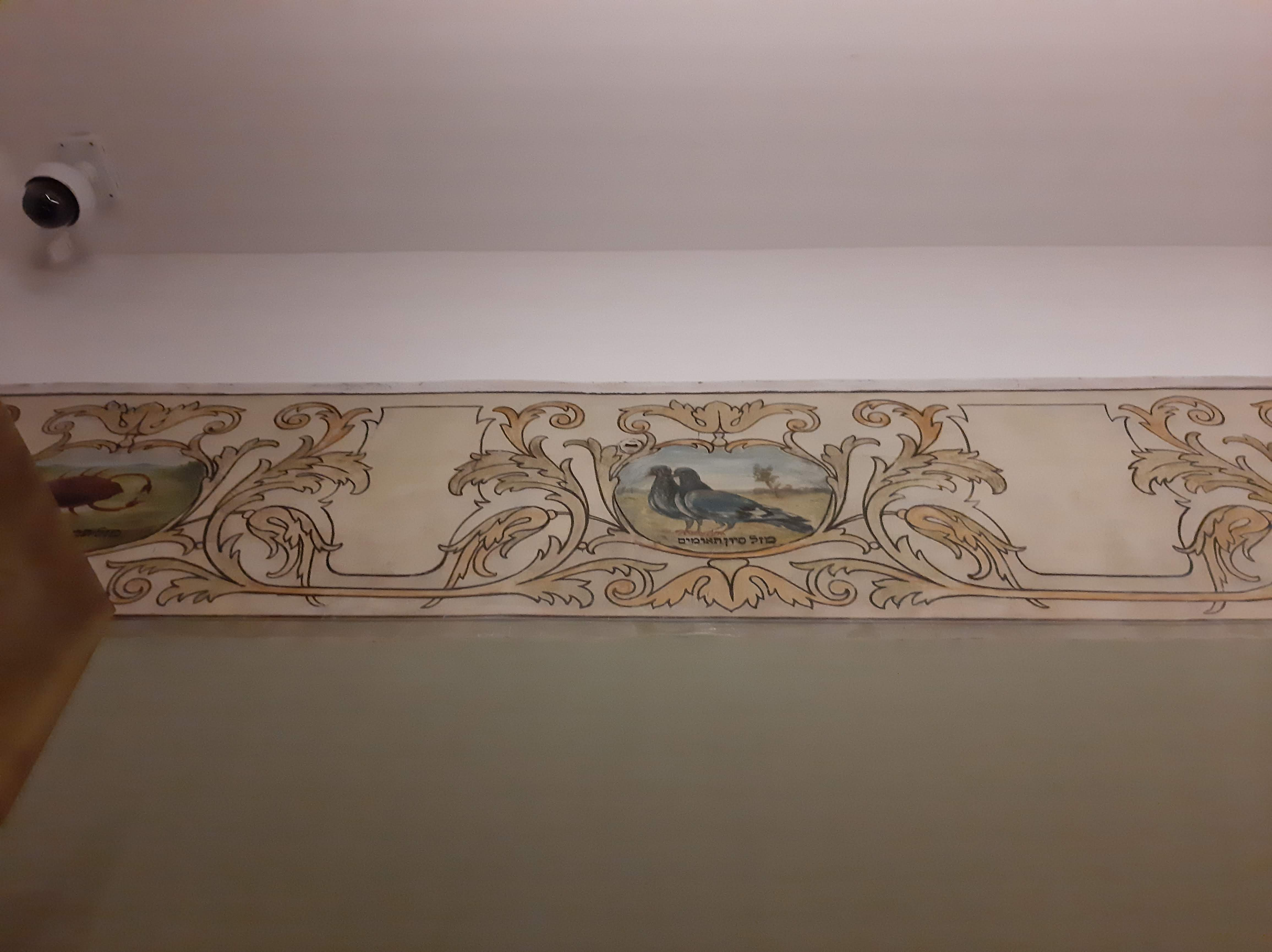
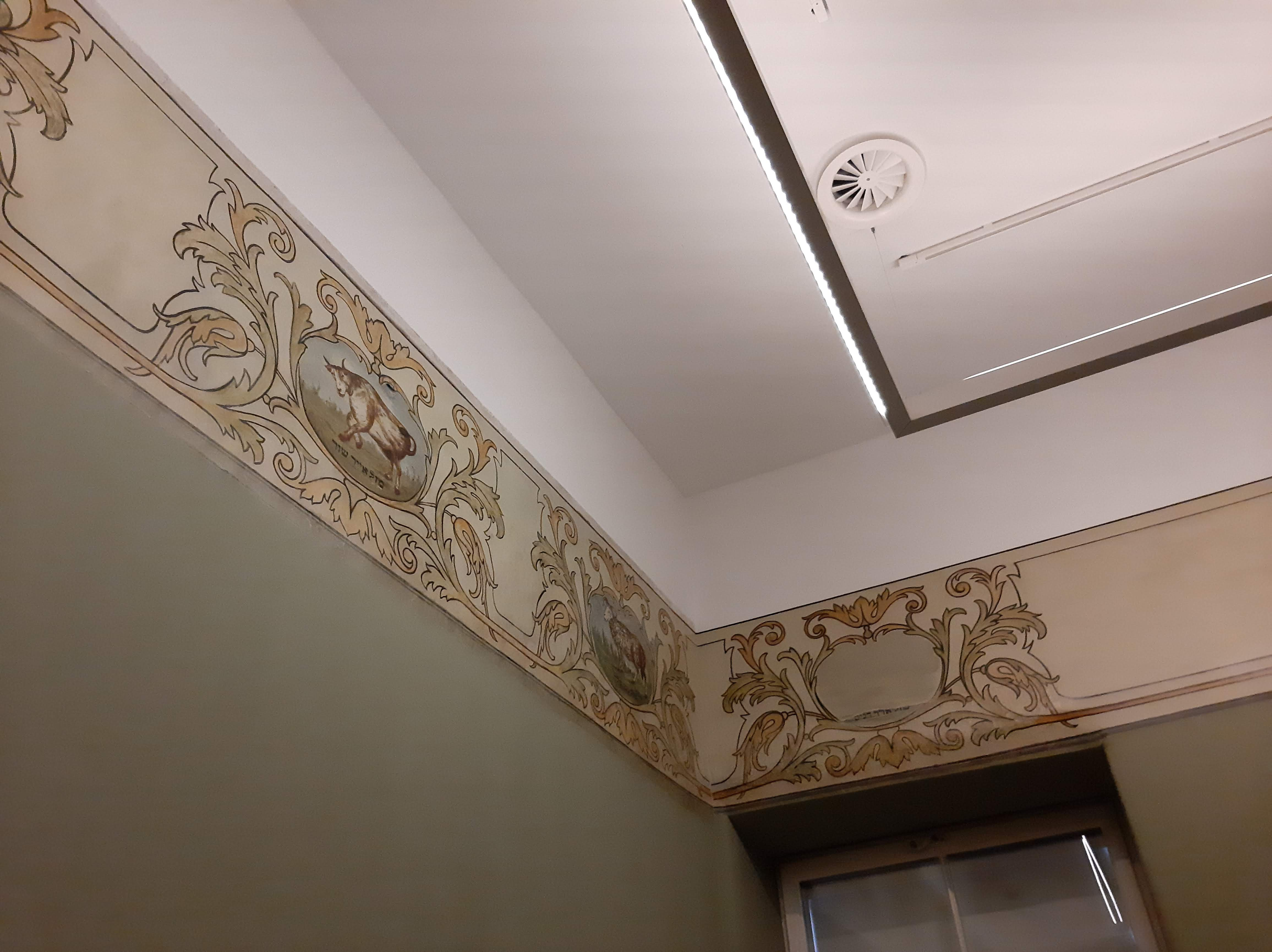
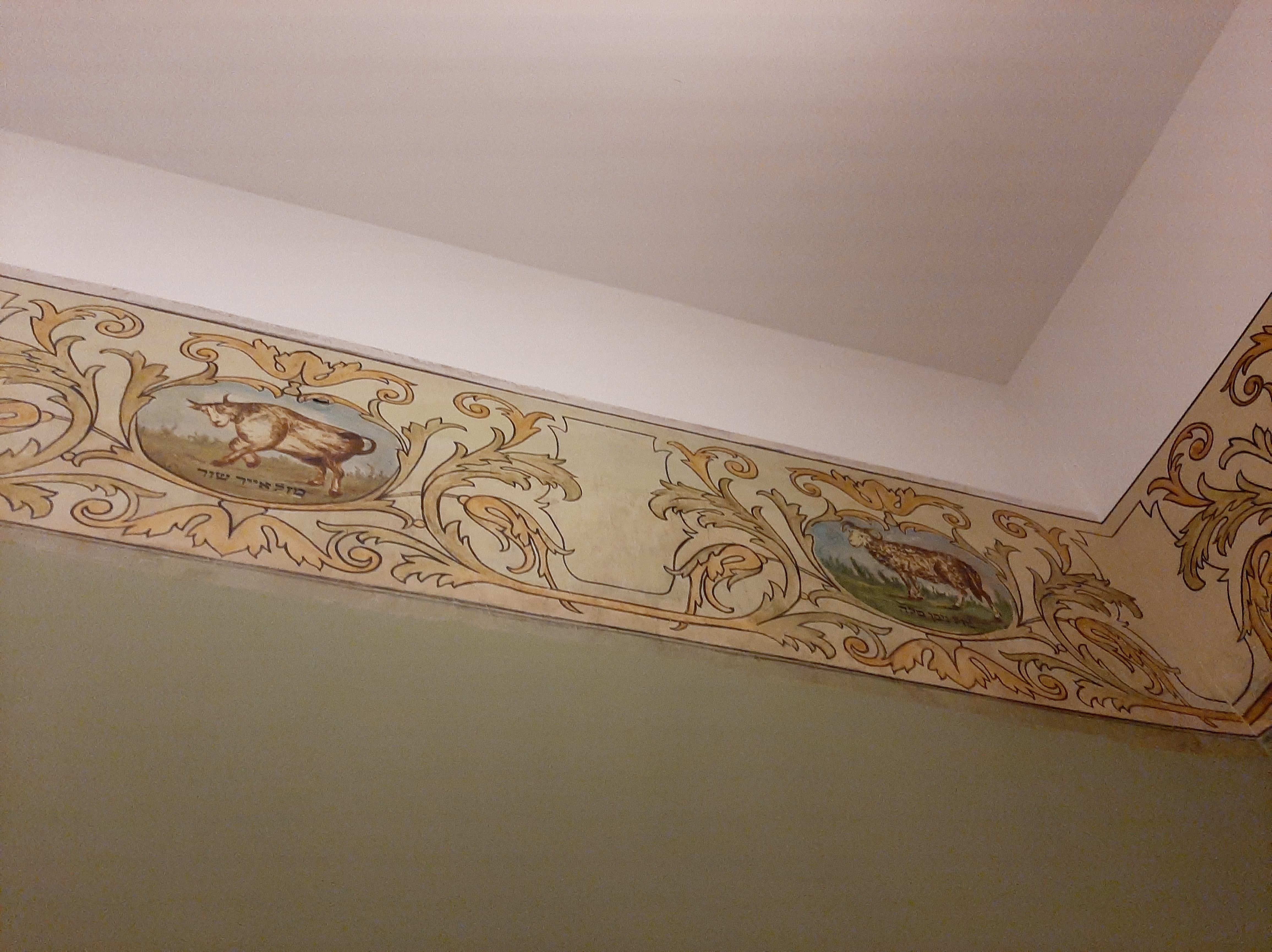
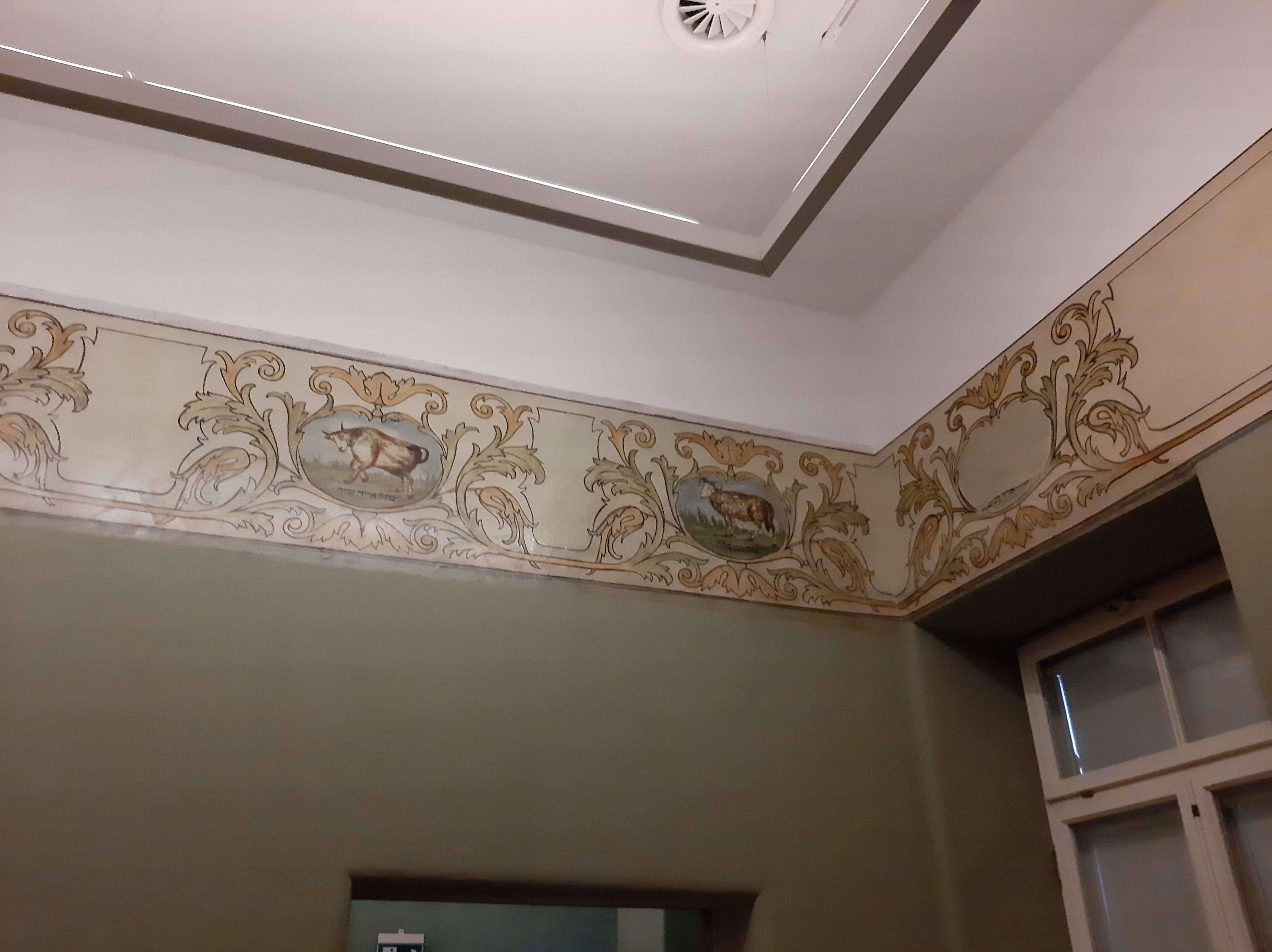
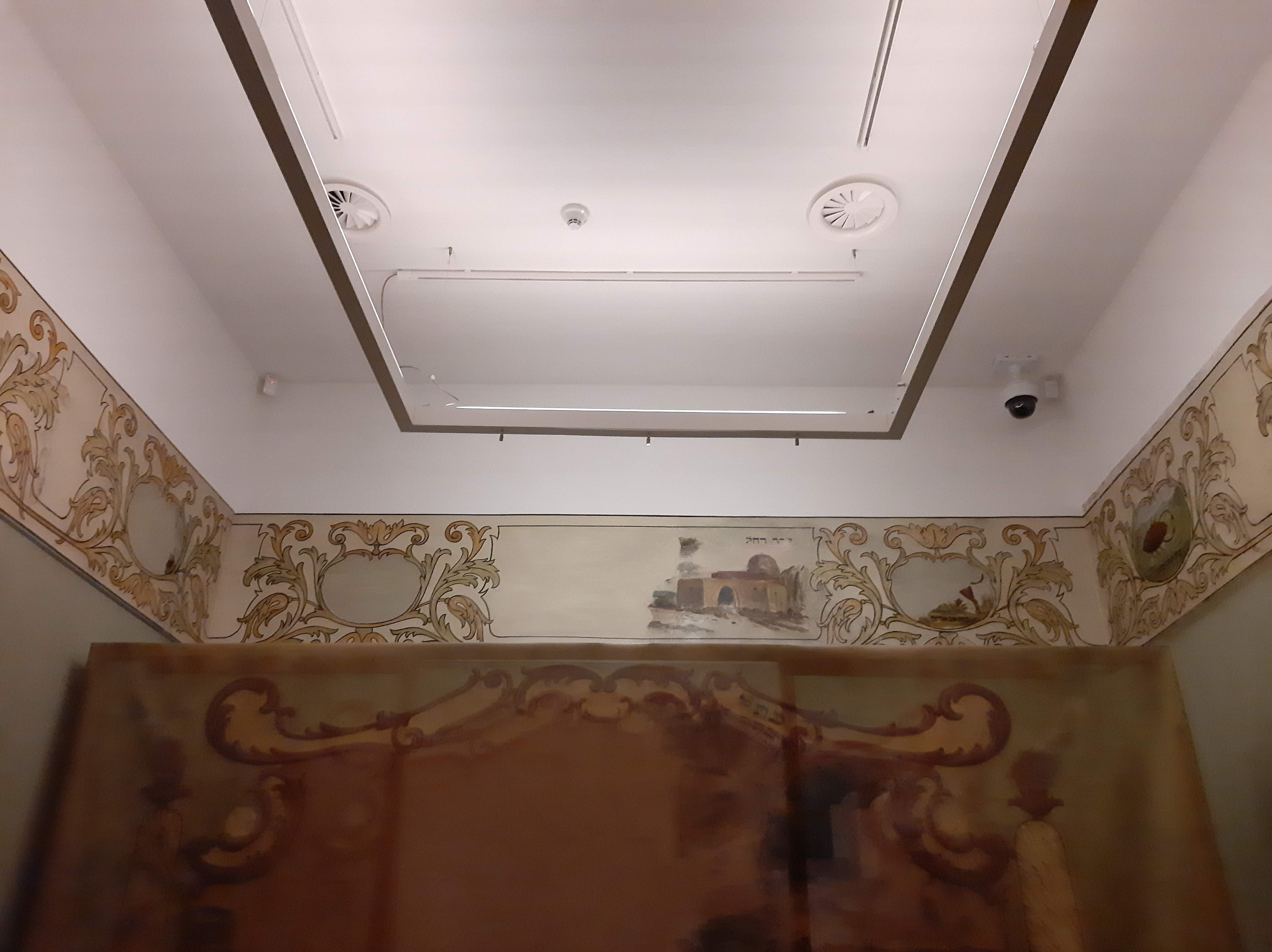
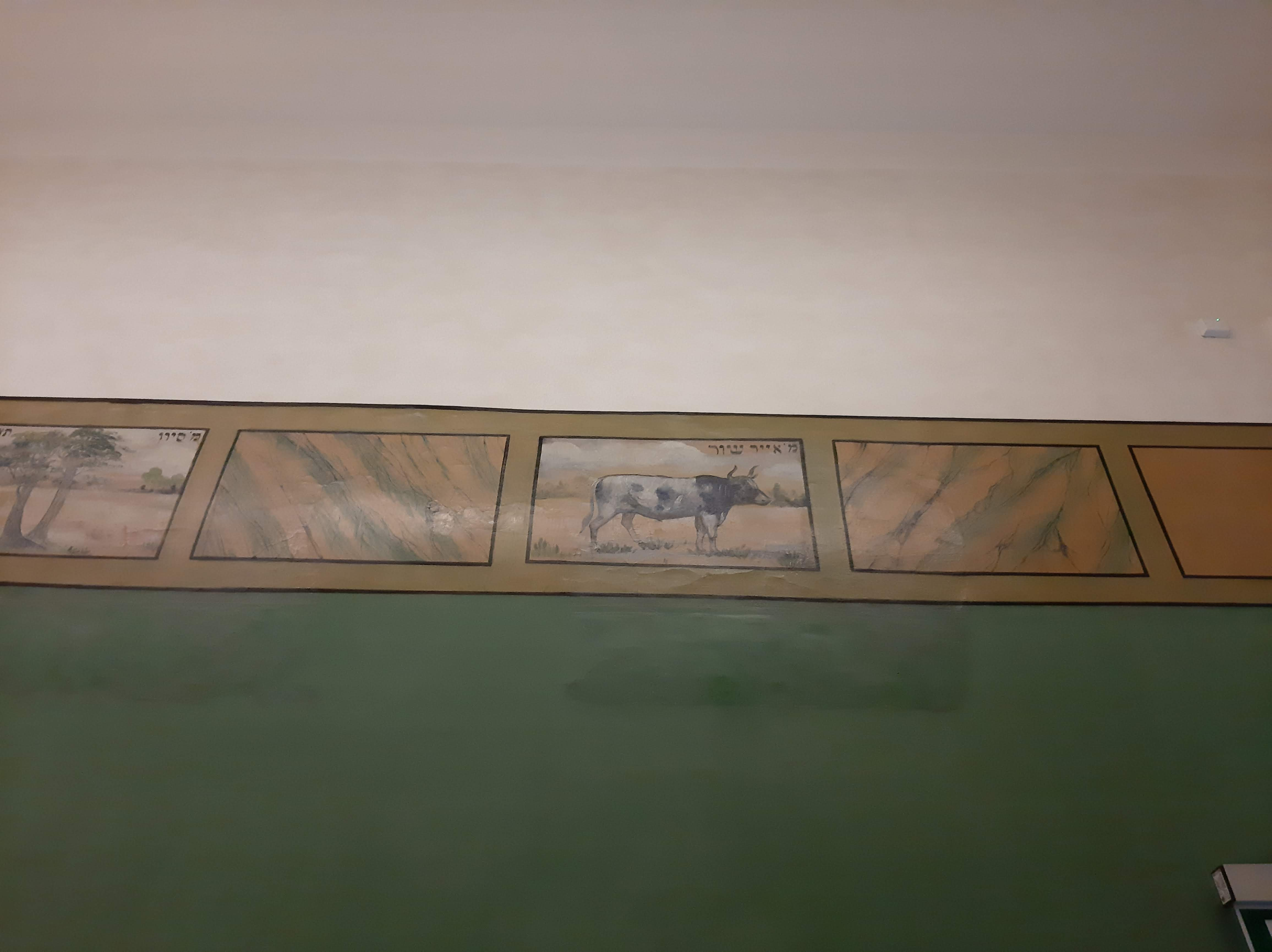
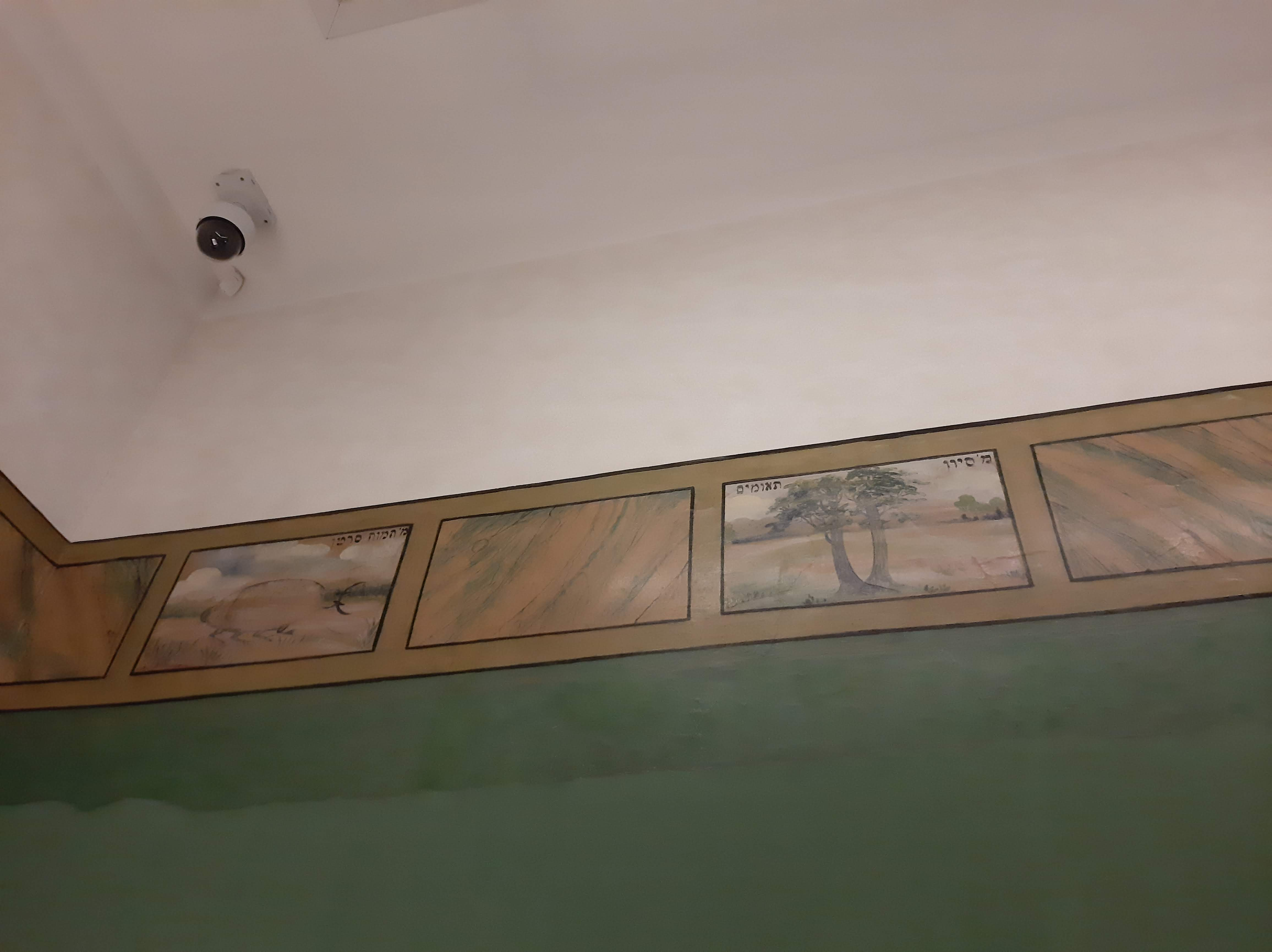
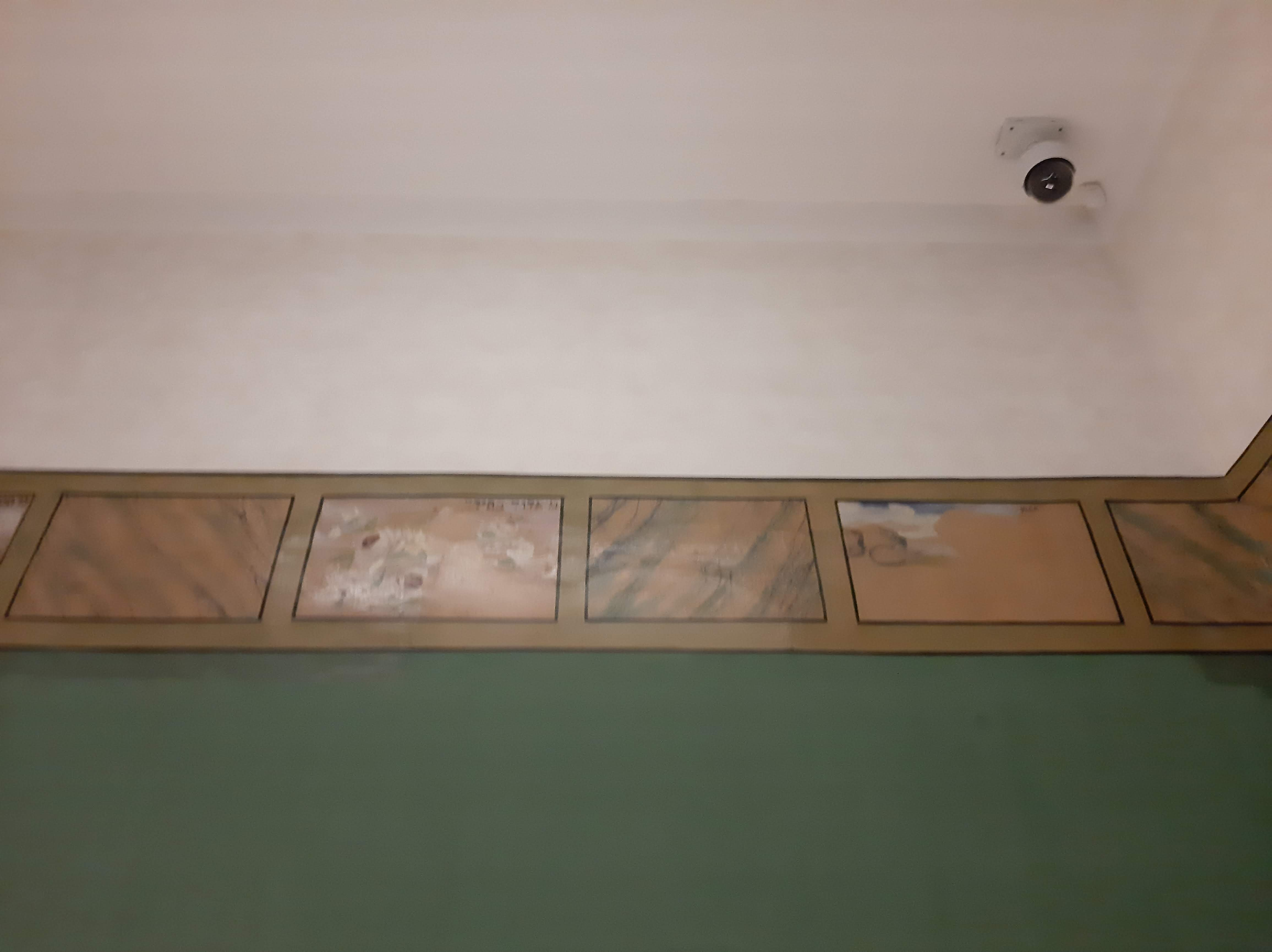
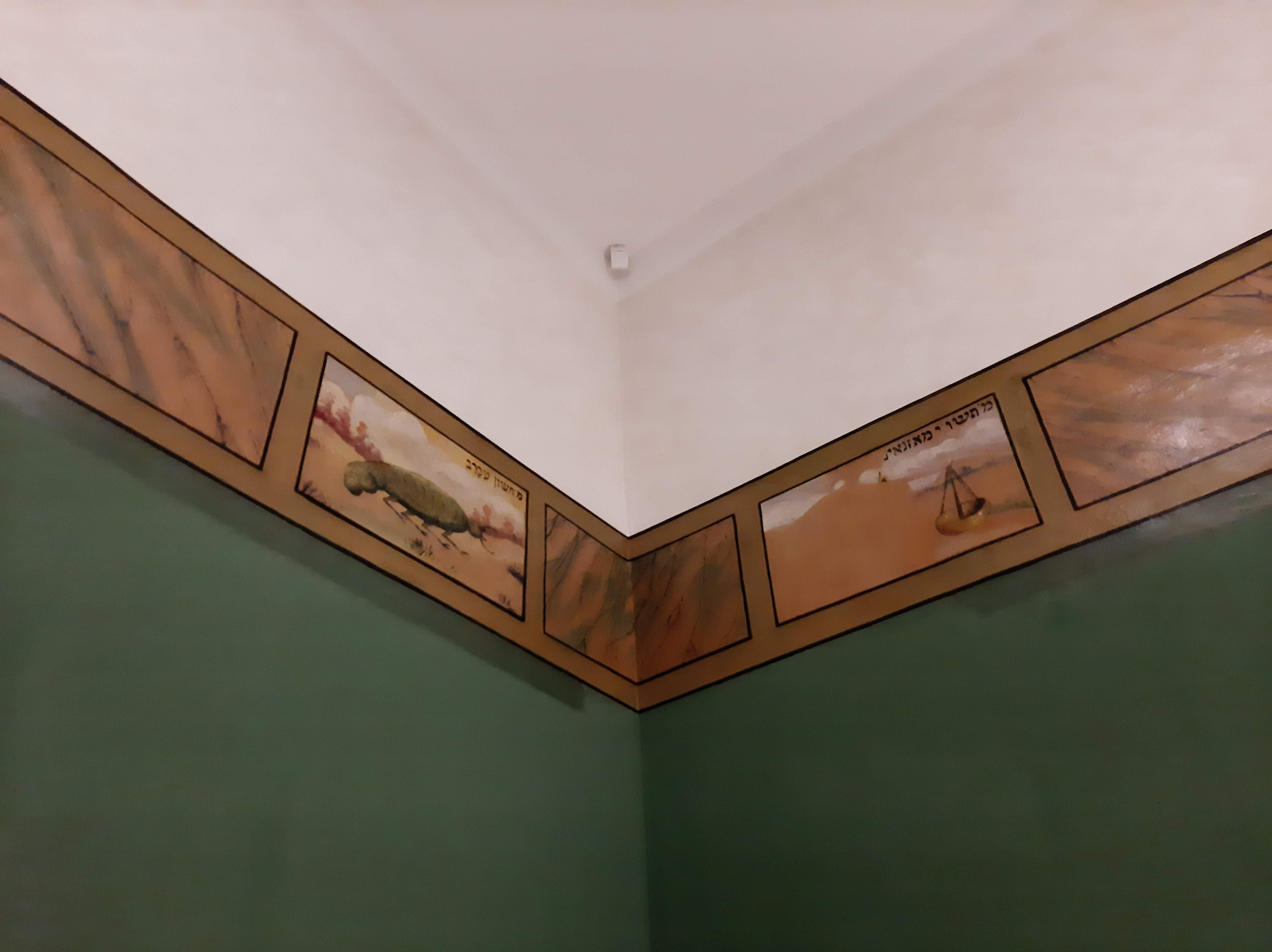
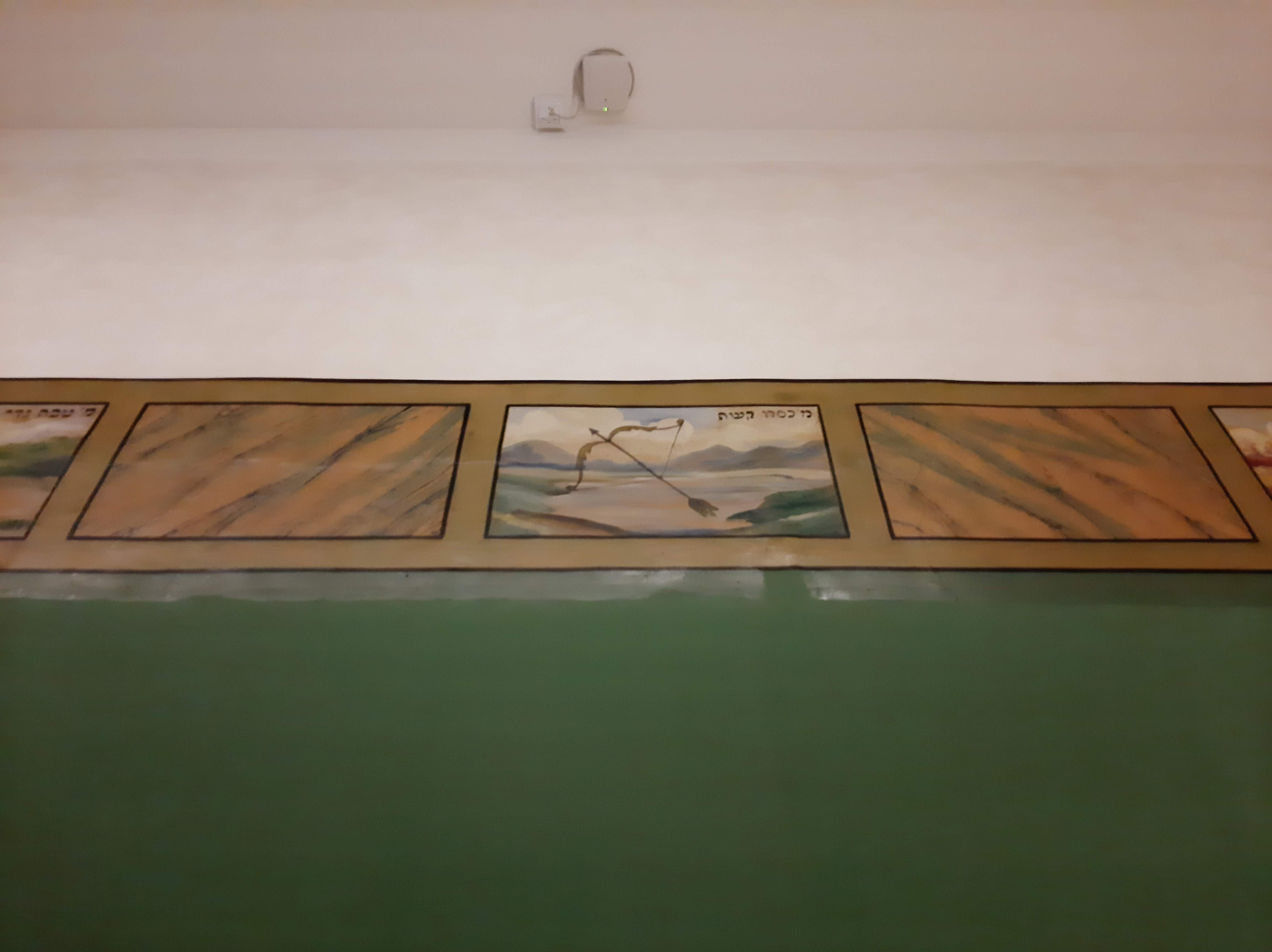
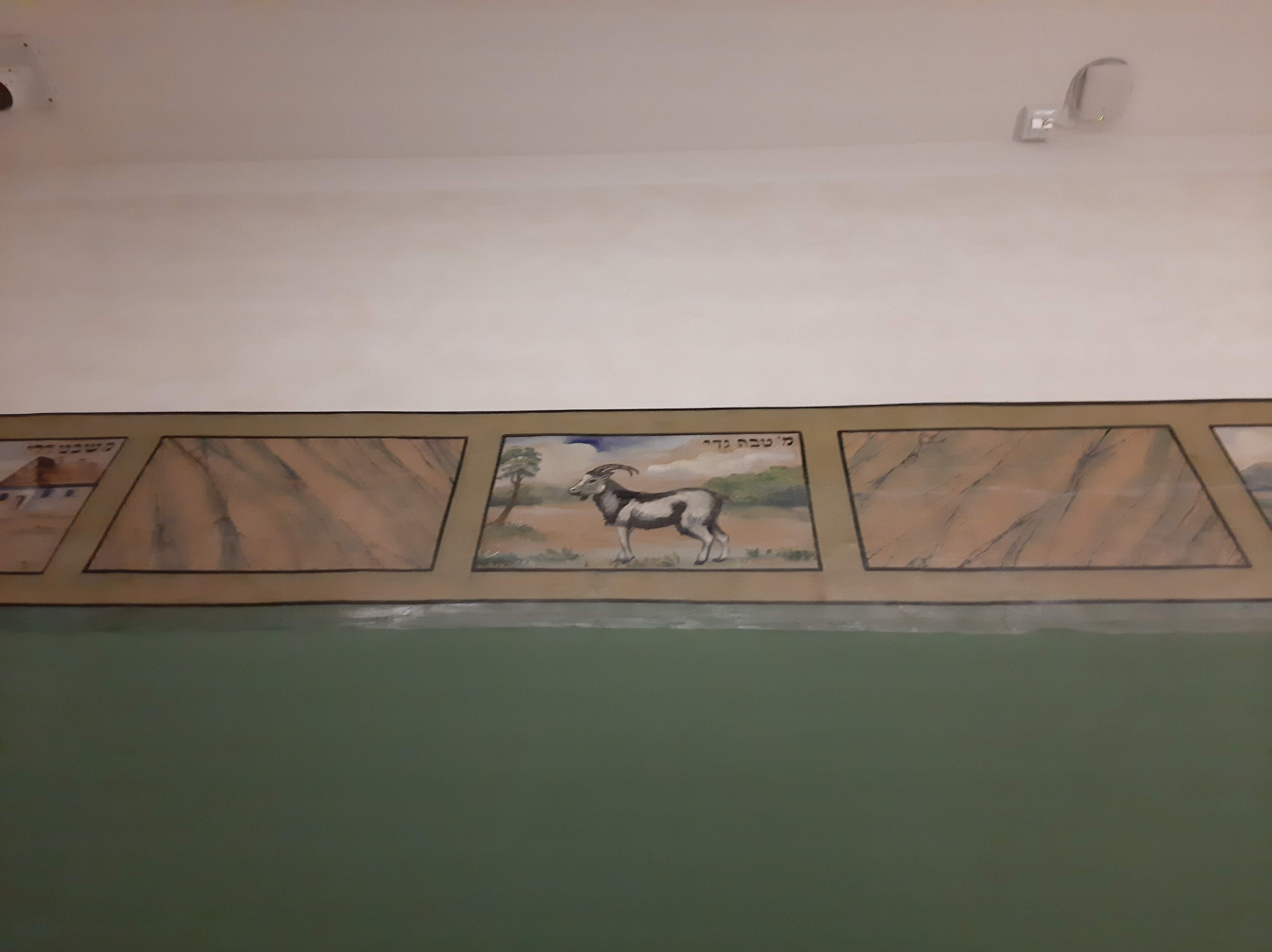
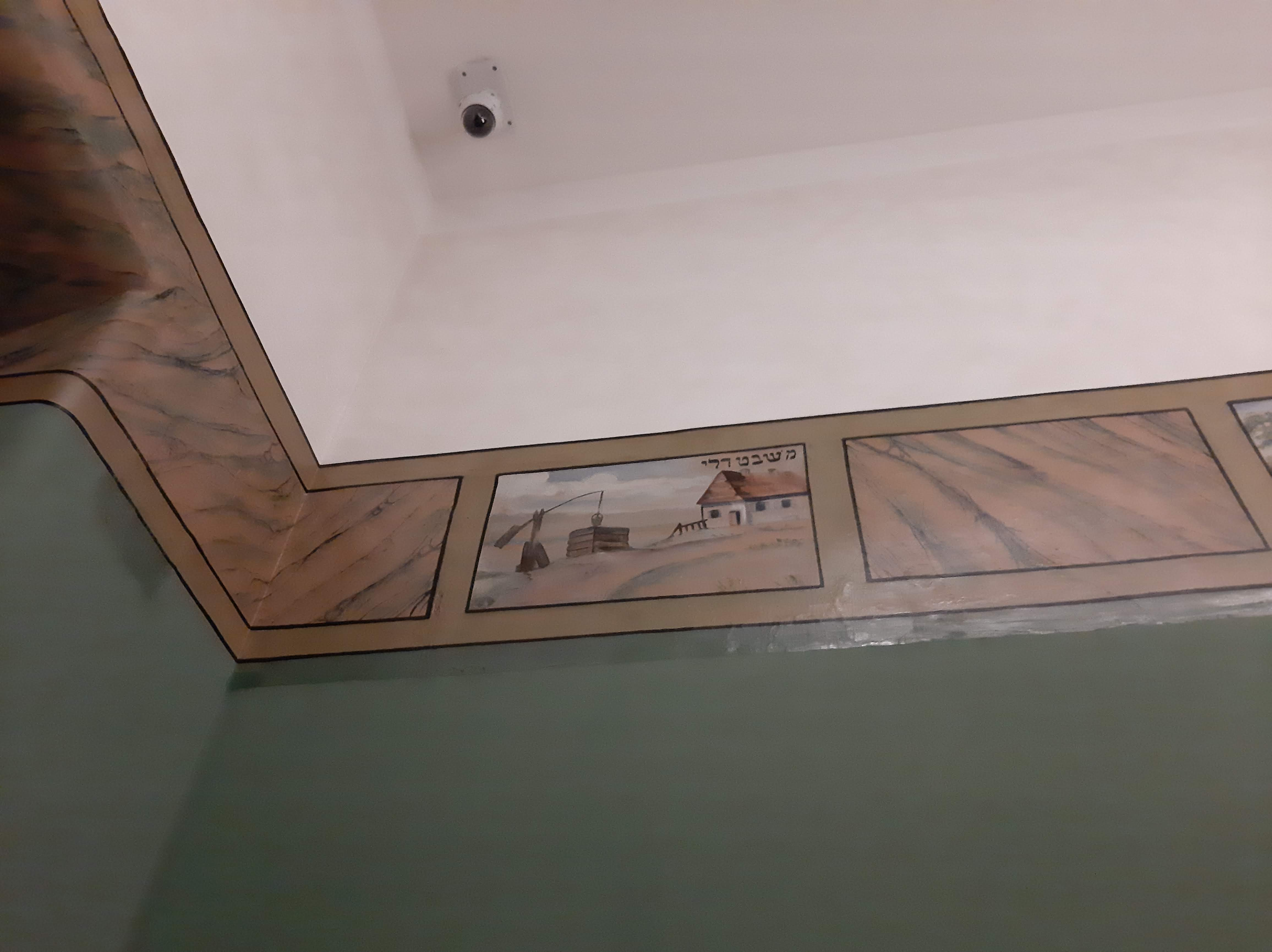